# آمبوهیماهاماسینا
آمبوهیماهاماسینا (به لاتین: Ambohimahamasina) یک منطقهٔ مسکونی در ماداگاسکار است که در ناحیه آمبالاوائو واقع شده‌است. آمبوهیماهاماسینا ۲۳٬۹۴۹ نفر جمعیت دارد و ۱٬۰۰۹ متر بالاتر از سطح دریا واقع شده‌است.